# China Moses
China Moses (Los Angeles, Kalifornia, 1978. január 9. –) amerikai dzsesszénekes, televíziós műsorvezető. Dee Dee Bridgewater énekesnő és Gilbert Moses televíziós rendező lánya.
1996-ban adta ki első lemezét, a „Time” című R&B dalt, amelyhez a divatfotósként ismert Jean-Baptiste Mondino videoklipet forgatott.
Debütáló albumát követőan 2000-ben és 2004-ben további két saját albumot rögzített. Amellett vokálozott is. Raphaël Lemonnier dzsesszzongoristával közösen tisztelegtek Dinah Washington előtt, aminek élő albuma jelent meg 2009-benjelent meg Dinah címmel.
1997 óta szerepel énekesként, dalszerzőként és producerként. A Canal+ egy showjának műsorvezetője Franciaországban.

## Lemezei
- China (1997)
- On Tourne On Rond (2000)
- Good Lovin (2004)
- This One's For Dinah (2009)
- Crazy Blues (2012)
- Nightintales (2017)

## Filmek
- China Moses az IMDb-n